# Убур-Тохтор
Убур-Тохтор — село в Акшинском районе Забайкальского края России. Административный центр и единственный населённый пункт сельского поселения «Убур-Тохторское».

## География
Село находится на юго-востоке района, в отрогах хр. Эрмана, у реки Убэр-Бытэв, в 8,5 км от государственной границы с Монголией, на расстоянии 54 километров на юго-восток от села Акши.
Климат
Климат характеризуется как резко континентальный с продолжительной холодной зимой и сравнительно тёплым летом. Средняя температура воздуха самого холодного месяца (января) составляет −22,7 °C; средняя температура самого тёплого месяца (июля) — 38 °C. Среднегодовое количество атмосферных осадков составляет 350—410 мм. Большая часть осадков (до 85 %) выпадает в течение тёплого сезона. Продолжительность безморозного периода составляет от 85 до 100 дней в году.

## История
Образовано на рубеже XVII—XVIII веков. В 1820 организован карантинный пункт для перегона скота из Монголии и профилактических работ. С 1851 в составе Забайкальского казачьего войска.
Исторически двухквартальное внутреннее деление: Верхняя Чикойская (где проживали казаки-землевладельцы, «чикойцы», первопоселенцы из Красного Яра — Дубинины, Банины, Бузины, Земиревы) и Нижняя Чикойская — (крестьянская часть — «холтуйцы», где проживали Кондратьевы, Яновы, Хренниковы, Гурулевы из с. Холтуй).
В 1929-30 организована 1-я коммуна.

## Население
| 1989 | 2002 | 2010 | 2012 | 2013 | 2014 |
| ---- | ---- | ---- | ---- | ---- | ---- |
| 356  | ↘325 | ↘229 | →229 | ↘225 | ↗229 |
| 2015 | 2016 | 2017 | 2018 | 2019 | 2020 |
| ↘227 | ↘218 | →218 | ↘212 | ↘207 | ↘199 |
| 2021 |      |      |      |      |      |
| ↘145 |      |      |      |      |      |

Гендерный состав
На 2007 год из 325 жителей 166 мужчин, 159 женщин.
Национальный состав
Согласно результатам переписи 2002 года, в национальной структуре населения русские составляли 94 % из 325 жителей.

## Инфраструктура
Основное занятие жителей — сельскохозяйственное производство в коллективных и личных подсобных хозяйствах.
В селе функционируют начальная общеобразовательная школа, детский сад, дом культуры, почтовое отделение, администрация поселения.
В селе поставлен памятник односельчанам, погибшим в годы Великой Отечественной войны.

## Транспорт
Дорога местного значения Могойтуй — Убур-Тохтор протяженностью 96,0 км.